# Gerhard Ambros
Gerhard Ambros (* 11. März 1928 in Etzgersrieth; † 31. Mai 2007 in Chemnitz) war ein deutscher Parteifunktionär und Politiker. In der DDR bekleidete er verschiedene Verwaltungsposten im Bereich Landwirtschaft.

## Leben
Der Sohn eines Bergarbeiters absolvierte nach dem Besuch der Grund- und Handelsvolksschule eine Lehre als kaufmännischer Angestellter und arbeitete anschließend im Beruf. 1945 wurde er zur Wehrmacht eingezogen und geriet kurzzeitig in US-amerikanische Kriegsgefangenschaft.
Nach dem Krieg arbeitete er von 1945 bis 1949 als Buchhalter in Lichtenstein. 1946 wurde er Mitglied der SED. Nach einer Tätigkeit als Geschäftsführer der Landwirtschaftlichen Genossenschaft Glauchau begann 1951 seine politische Laufbahn als Funktionär der Vereinigung der gegenseitigen Bauernhilfe (VdgB) in Glauchau. Er war zunächst Zweiter bzw. Erster Sekretär des VdgB-Kreisvorstandes Glauchau, von 1955 bis 1960 Zweiter Sekretär und von 1960 bis 1962 Erster Sekretär des VdgB-Bezirksvorstandes Karl-Marx-Stadt. Ein Studium an der Fachschule für Finanzwirtschaft in Gotha schloss er als Finanzwirtschaftler ab. Von 1962 bis 1973 arbeitete er im Bezirk Karl-Marx-Stadt als Leiter der Abteilung Landwirtschaft der SED-Bezirksleitung. 1967 bis 1969 studierte er an der LPG-Hochschule in Meißen mit dem Abschluss als Diplom-Agrar-Ingenieurökonom. Im November 1973 wurde er schließlich in die SED-Bezirksleitung gewählt, erhielt den Posten des Sekretärs für Landwirtschaft, den er bis 1989 ausübte. Ambros gehörte als Abgeordneter dem Bezirkstag Karl-Marx-Stadt an. Nach der Wende war er Mitglied der PDS bzw. der Partei Die Linke.

## Auszeichnungen
- 1972 Vaterländischer Verdienstorden in Bronze, 1977 in Silber und 1988 in Gold[1]